# Лоран Пейреляд
Лоран Пейреляд (фр. Laurent Peyrelade, нар. 7 липня 1970, Лімож) — французький футболіст, що грав на позиції нападника. По завершенні ігрової кар'єри — тренер. Ввідомий за виступами в низці французьких клубів. З 2024 року — тренер клубу «Гренобль».

## Ігрова кар'єра
У професійному футболі Лоран Пейреляд дебютував 1990 року виступами за команду «Брів», в якій грав до 1993 року. З 1993 до 1994 року футболіст грав у складі клубу «По», після чого у 1994—1995 роках знову грав у складі команди «Брів». У 1995 Пейреляд перейшов до клубу «Нант», у якому грав до 1996 року. З 1996 до 1997 року футболіст грав у складі команди «Ле-Ман». У 1997 році Пейреляд перейшов до клубу «Лілль», у якому провів найтриваліший період кар'єри, з 1997 до 2001 року. Протягом 2001—2002 років футболіст грав у складі клубу «Седан». З 2002 до 2005 року Пейреляд знову грав у складі клубу «Ле-Ман», після чого завершив виступи на футбольних полях.

## Кар'єра тренера
Лоран Пейреляд розпочав тренерську кар'єру відразу ж по завершенні кар'єри гравця, в 2005 році увійшовши до тренерського штабу клубу «Ле-Ман», на різних посадах працював у тренерському штабі команди до 2013 року. З 2015 до 2022 року колишній футболіст очолював клуб «Родез», який підняв із аматорської ліги до Ліги 2. У 2023 році Пейреляд очолював клуб «Версаль». З 2024 року Лоран Пейреляд очолює клуб Ліги 2 «Гренобль».